# Catasetum viridiflavum
Catasetum viridiflavum är en orkidéart som beskrevs av William Jackson Hooker. Catasetum viridiflavum ingår i släktet Catasetum och familjen orkidéer. Inga underarter finns listade i Catalogue of Life.